# 69 км (пост)
Пост 69 км — колійний пост Конотопської дирекції залізничних перевезень Південно-Західної залізниці. Код поста в ЄМР 326624. Код Експрес 2200457.
Розташований на лінії Бахмач-Гомельський —Хоробичі між станціями Мена (11 км) та Низківка (8 км). Відстань до Хоробичів — 66 км, до Бахмача-Гомельського — 69 км.
Пасажирського та вантажного значення не має.